# Jaume V Appiani d'Aragona
Jaume V Appiani d'Aragona (Piombino vers -1545) fou fill de Jaume IV Appiani d'Aragona. Fou príncep al Piombino i del sacre imperi i senyor de Scarlino, Populonia, Suvereto, Buriano, Abbadia al Fango, Vignale i de les illes d'Elba, Montecristo, Pianosa, Cerboli i Palmaiola el 1510 (Abbadia al Fango i Vignale fins al 1519). Mantingué el títol de comte del sacre imperi.
Va morir el 20 d'octubre de 1545. Es va casar quatre vegades: la primera a Nàpols amb Mariana d'Aragona, filla d'Alfonso d'Aragona duc de Villahermosa, morta el 1513 o 1514; la segona a Florència el 1514 amb Emília Ridolfi que va morir abans de la consumació; la tercera a Florència el 1515 amb Clarice Ridolfi (germana de l'anterior dona) que va morir el 1524; i la quarta el 1525 amb Elena Salviati, morta el 1552 i regent del seu fill gran. D'aquesta darrera va tenir dos fills: Jaume VI Appiani d'Aragona i Alfons Appiani d'Aragona, cavaller de Sant Esteve (1563) i almirall de galeres del gran ducat de Toscana (1564) que va morir a Madrid el 1590. També va tenir un fill natural amb una tal Giulia, una dama de companyia, anomenat Alfonsino, que va morir essent infant.